# Majzén (Marruecos)
El majzén (en árabe: المخزن‎) es un término que designaba antiguamente al Estado marroquí y en la actualidad a su oligarquía o gobierno en la sombra. De ella deriva la palabra almacén.
El nombre probablemente sea una metonimia relacionada con los impuestos que el Estado recaudaba, y que guardaría protegidos en salas de depósitos o en cofres. De este término procede el de mujazni, que designaba al agente de policía del sultán y que hoy en día puede designar, con un matiz algo despectivo, a la policía marroquí (mujazniyya es el nombre colectivo, pronunciado mjazniyya coloquialmente).
En la actualidad el Estado marroquí no recibe oficialmente el nombre de majzén, pero el término sigue siendo de uso corriente para referirse a la élite dirigente del país, agrupada alrededor del rey y formada por miembros de su familia y allegados, terratenientes, hombres de negocios, líderes tribales, altos mandos militares y otras personas influyentes que constituyen el poder fáctico.
El término está asociado a un modo arcaico y hermético de gobernar, opuesto a la democracia formal de las instituciones marroquíes. Aunque los contornos del majzén son vagos, el gobierno en sí mismo no es considerado parte de él sino instrumento suyo. El majzén por lo general coopta a sus miembros utilizando sus propias redes. Con frecuencia la pertenencia al majzén es hereditaria.
La existencia del majzén es considerada por muchos como una rémora para el desarrollo del país en la medida en que impide el funcionamiento efectivo de instituciones y formas democráticas. Otros piensan, sin embargo, que es un factor de estabilidad puesto que está muy enraizado con la historia y las características sociales de Marruecos, garantiza la continuidad de la monarquía y además se renueva puesto que en ocasiones coopta a sus propios opositores.